# US-amerikanische Badmintonmeisterschaft 1980
Die US-amerikanische Badmintonmeisterschaft 1980 fand Mitte April 1980 in Omaha statt.

## Finalresultate
| Disziplin    | Sieger                     | Finalist                  | Ergebnis            |
| ------------ | -------------------------- | ------------------------- | ------------------- |
| Herreneinzel | Gary Higgins               | Chris Kinard              | 15:5, 15:8          |
| Dameneinzel  | Cheryl Carton              | Judianne Kelly            | 11:4, 8:11, 11:8    |
| Herrendoppel | Mathew Fogarty Mike Walker | John Britton Gary Higgins | 8:15, 15:8, 15:12   |
| Damendoppel  | Pam Brady Judianne Kelly   | Cheryl Carton Vicky Toutz | 15:9, 15:7          |
| Mixed        | Mike Walker Judianne Kelly | Danny Brady Pam Brady     | 15:12, 14:18, 18:16 |